# Blanche et Marie
Blanche et Marie és una pel·lícula francesa de Jacques Renard estrenada el 1985.

## Sinopsi
En un petit poble del nord de França l'any 1941, Blanche té tres fills i es preocupa pel seu marit Víctor, que sovint surt de nit perquè forma part de la resistència junt amb el seu amic Germinal. Quan ho descobreix, Blanche decideix amagar resistents a la seva casa, mentre que la filla de Germinal, Marie, antiga simpatitzant de Philippe Pétain, decideix col·laborar.

## Repartiment
- Miou-Miou: Blanche
- Sandrine Bonnaire: Marie
- Gérard Klein: Victor
- Patrick Chesnais: Germinal
- María Casares: Louise
- Véronique Barrault: La florista
- Clémentine Célarié: Fernande
- Aurélia Fayemendie: L'infant de Fernande